# Campeonato Carioca de Futebol de 2014 - Série C
O Campeonato Carioca da Série C de 2014 foi a 34ª edição da terceira divisão do campeonato estadual de futebol profissional do Rio de Janeiro. A competição foi organizada pela Federação de Futebol do Estado do Rio de Janeiro (FERJ). A disputa ocorreu entre 4 de maio e 28 de setembro daquela temporada e o Gonçalense conquistou o seu primeiro título da competição ao bater o São Gonçalo FC e ambos ascenderam à Série B do Campeonato Carioca. Os outros dois times que conquistaram o acesso foram São Cristóvão e Barcelona-RJ, que venceram no play-off de acesso Itaboraí e Artsul, respectivamente.

## Regulamento
- Na primeira fase, as equipes jogaram entre si em turno e returno dentro do próprio grupo, passando para a segunda fase os dois primeiros colocados e mais dois melhores terceiros pelo índice técnico.
- Na segunda fase, as 12 equipes foram divididas em dois grupos. No primeiro turno, as equipes de um grupo enfrentaram as do outro e, no segundo turno, se enfrentaram dentro do próprio. Os campeões de cada grupo decidiram o título e conquistaram vaga na segunda divisão carioca para a temporada seguinte. O segundo e o terceiro colocados de cada grupo fizeram um play-off para decidir os dois outros acessos.

### Critério de desempate
Para o desempate entre duas ou mais equipes segue-se a ordem definida abaixo:
1. Número de vitórias
2. Saldo de gols
3. Gols marcados
4. Número de cartões amarelos e vermelhos
5. Sorteio

## Participantes
| Equipe             | Cidade              | Em 2013        | Estádio                   | Capacidade | Títulos        |
| ------------------ | ------------------- | -------------- | ------------------------- | ---------- | -------------- |
| Arraial do Cabo    | Arraial do Cabo     | 11°            | Figueira de Melo          | 1 000      | 0 (não possui) |
| Artsul             | Nova Iguaçu         | 18º (Série B)  | Nivaldo Pereira           | 1 000      | 0 (não possui) |
| Atlético Rio[DES]  | Rio de Janeiro      | 36º            | Benedito Amorim           | -          | 0 (não possui) |
| Barcelona-RJ       | Rio de Janeiro      | 6°             | Eustáquio Marques         | 4 000      | 0 (não possui) |
| Campo Grande       | Rio de Janeiro      | 14º            | Ítalo del Cima            | 18 000     | 0 (não possui) |
| Condor AC[AMG]     | Queimados           | 25º            | Mané Garrincha            | -          | 0 (não possui) |
| Duquecaxiense      | Duque de Caxias     | 9º             | Mestre Telê Santana       | 2 000      | 0 (não possui) |
| Esprof             | Cabo Frio           | 13º            | João Francisco            | 3 000      | 0 (não possui) |
| Futuro Bem Próximo | Rio de Janeiro      | 31º            | José de Alvarenga         | 4 000      | 0 (não possui) |
| Heliópolis         | Belford Roxo        | 21º            | José de Alvarenga         | 4 000      | 0 (não possui) |
| Itaboraí           | Itaboraí            | não participou | Alziro de Almeida         | 900        | 0 (não possui) |
| Nova Cidade        | Nilópolis           | 18º            | Joaquim de Almeida Flores | 500        | 0 (não possui) |
| Rio São Paulo[GUA] | Rio de Janeiro      | 24º            | Oscar da Silva Pupo       | -          | 0 (não possui) |
| Rubro Social       | Araruama            | 23°            | Lourival Gomes de Almeida | 3 000      | 0 (não possui) |
| Santa Cruz-RJ[BEL] | Rio de Janeiro      | não participou | Louzadão                  | 6 000      | 0 (não possui) |
| São Cristóvão      | Rio de Janeiro      | 17º            | Figueira de Melo          | 1 000      | 0 (não possui) |
| São Gonçalo FC     | São Gonçalo         | 10°            | Carlos Gonçalves          | -          | 0 (não possui) |
| São Pedro          | São Pedro da Aldeia | 5°             | Waldemar Tadio            | 1 000      | 0 (não possui) |
| Serrano            | Petrópolis          | 7°             | Atílio Marotti            | 8 500      | 1 (1992)       |
| Tanguá [GON]       | Tanguá              | não participou | José Alves Ventura        | -          | 0 (não possui) |
| Teresópolis        | Teresópolis         | 30°            | Antônio Savatonne         | 1 000      | 0 (não possui) |
| União Central[RPT] | Rio de Janeiro      | 12º            | Raul Ferreira Izidoro     | 1 000      | 0 (não possui) |
| União de Marechal  | Rio de Janeiro      | 19°            | Osmário Castelar Filho    | -          | 0 (não possui) |

Notas
- AMG. ^  O Atlético Magé firmou uma parceria com o Condor para disputar a Série C em 2014
- BEL. ^  O Belford Roxo firmou uma parceria com o Santa Cruz-RJ para disputar a Série C em 2014
- DES. ^  O Atlético Rio desistiu da Série C de 2013 com a tabela e o regulamento divulgados e perdeu todas as partidas por w.o.
- GON. ^  O Gonçalense efetuou a compra do Tanguá e mudou a sede do antigo clube para São Gonçalo. No dia 16 de setembro, a FERJ oficializou a mudança de nome para Gonçalense Futebol Clube.[1]
- GUA. ^  O Guapimirim firmou uma parceria com o Rio São Paulo para disputar a Série C em 2014
- RPT. ^  O Riopretano firmou uma parceria com o União Central para disputar a Série C em 2014